# Hakodate
Hakodate (Japans: 函館市, Hakodate-shi) is een stad (shi) op het Japanse eiland Hokkaido. Het is de hoofdstad van de subprefectuur Oshima. Op 31 maart 2018 had de stad 260.587 inwoners. De bevolkingsdichtheid bedroeg 384 inw./km². De oppervlakte van de gemeente is 677,92 km².
Nabij de stad ligt de Hakodate-berg, waarvandaan een goed uitzicht op de stad wordt geboden. Het fort Goryokaku is een publiekstrekker van de stad.

## Geschiedenis
Hakodate werd gesticht in 1454 en is daarmee een van de weinige oudere steden op het eiland Hokkaido. In de eerste honderden jaren had de stad last van diverse invallen van rebellen. Begin 18e eeuw, tijdens de Hoeiperiode, bloeide de stad op en werden er vele nieuwe tempels rondom de stad gebouwd. De haven groeide eveneens en de stad werd meer en meer een handelsstad. Het was onder andere een belangrijke doorvoerhaven van vis uit de Koerilen.
Door de Conventie van Kanagawa was Hakodate een van de twee Japanse havens die opengingen voor niet-Japanse schepen. Diverse landen vestigden in Hakodate een consulaat voor de handelscontacten. De Russen bouwden ook een oosters-orthodoxe kerk die de basis vormde voor de huidige Japans-orthodoxe kerk. Door het handelsverdrag raakte Japan uiteindelijk in een burgeroorlog, de Boshinoorlog. Gedurende de jaren 1868-1869 was Hakodate tijdelijk de hoofdstad van de Republiek Ezo. Deze republiek kreeg echter geen internationale steun en na een inval van de troepen van de Meiji (keizer) in 1869 kwam de stad weer in handen van de keizer.
In 1934 brak er een grote brand uit in de stad die werd aangewakkerd door hevige wind. De brand eiste ruim 2000 levens en 145.500 mensen raakten dakloos.
Gedurende de Tweede Wereldoorlog had de stad weinig te lijden van de oorlog. Wel telde de stad tien kampementen waar gevangenen in werden vastgehouden. Aan het einde van de oorlog, kreeg de stad alsnog luchtbombardementen te verduren, waarbij 400 huizen werden verwoest en een veerboot werd getroffen, waarbij 400 personen de dood vonden.
Op 1 december 2004 werden de gemeente Minamikayabe van het district Kayabe en de gemeenten Esan, Toi en het dorp Todohokke van het district Kameda aangehecht bij Hakodate.

## Aangrenzende steden
- Hokuto
- Nanae
- Shikabe

## Partnersteden
- Halifax
- Vladivostok
- Joezjno-Sachalinsk

## Geboren
- Ryohei Hirose (1930-2008), componist en muziekpedagoog

## Panorama

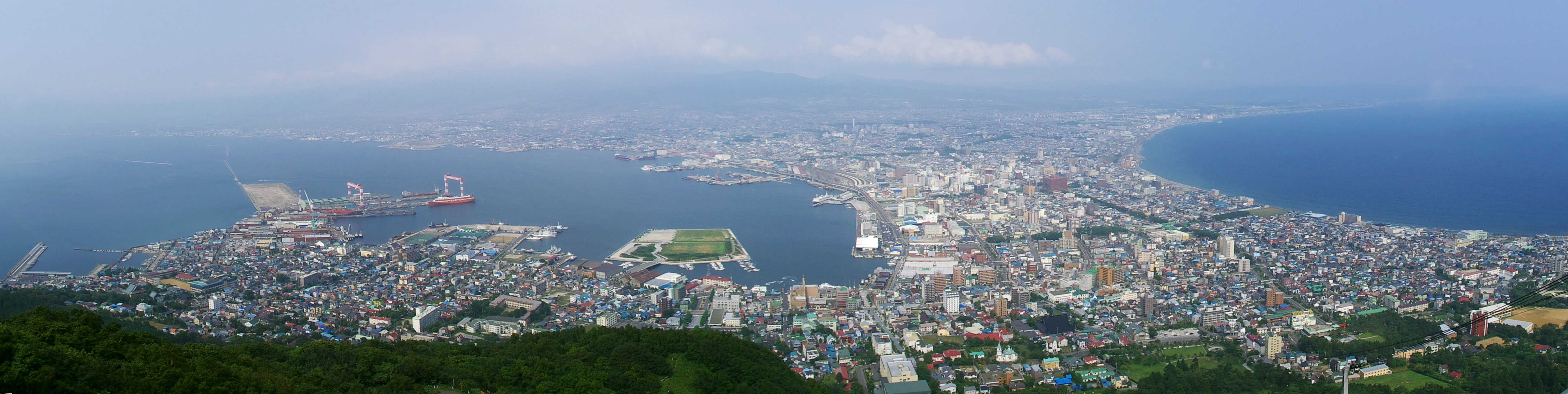
Panorama van Hakodate vanaf Hakodate-berg.